# ファイアー・ドレイク
- ファイヤー・ドレイク

ファイアー・ドレイク（英: Fire Drake）は、おもにゲルマン（チュートン人）の伝承に登場するドラゴン（もしくは蛇）の一種である。
また、シェイクスピアの時代（17世紀初頭）の語用では、「ファイアー・ドレイク」は竜のかたちにみえる火玉（現代で言う、いわゆる「ウィル・オ・ザ・ウィスプ」）の目撃例にすぎないこともある。これを当時の識者は自然現象と説明したが、大衆的には（火の）精霊や竜であるなどという俗信も根強かった。

## 語釈
「ファイアー・ドレイク（fire drake）」は、オックスフォード英語辞典によれば、「火性の竜（fiery dragon）」を指すゲルマン伝承（チュートン人の伝承）とし、古例を『ベーオウルフ』（古英語: fyr draca）にみる。以降、中英語の諸例にジョン・ガワー『Confessio Amantis』（1393年）を挙げる。
しかし、16世紀後半以降は、「火炎状の大気現象」や「ウィル・オ・ザ・ウィスプ」を指すようになった。
また、転じて人間をさすこと（第3義）もあり、ベン・ジョンソン作『錬金術師』（1610年）では「錬金術師の助手」の意、シェイクスピア作『ヘンリー八世』（1612年）では「鼻の赤い男」の意味で使われている（竜・ウィスプ・大気現象・精霊の関連については後述）。

## 解説
「火竜」を意味する名前の通り、炎をまとい、口からも炎を吐く。空を飛び、それが現れる時は辺り一面、昼のように照らされる。
火竜が財宝を守るというモチーフが、北欧（ゲルマン）の伝説文学『ベーオウルフ』にみられる。また、伝説的なデンマークとスウェーデンの王、ラグナル・ロズブロークにも竜退治の逸話があり、そのサガ（古ノルド語）にも讃えられるが、『デーン人の事績』（ラテン語）でも火性の毒息を吐く竜（anguis等）と敵対したことが描写される。
また、溶岩やマグマの中を水中のように泳ぐこともできる。それゆえ、「火の精霊」もしくは「死者の魂」と同一視されることもある。（精霊だとの俗信は、以下 § 自然現象の「ウィスプ」としての説明を参照）。

## 自然現象
「ファイアー・ドレイク（火竜）」の伝承は、自然現象をドラゴンの姿で表現したものだという仮説が立てられる。
シェイクスピアの時代（17世紀初頭）の英国での言葉づかいでの例をとりあげてみると、「隕石」や「ウィル・オ・ザ・ウィスプ」（≃人魂）を目撃すると、それを「ファイアー・ドレイク」と称しており、俗には（火の）精霊のことだとみなされた（以下詳述）。

### シェイクスピア
シェイクスピア『ヘンリー八世』第5幕第3場で、鋳物場に立って顔が赤化した真ちゅう細工師を「鼻赤の男」（"fire drake"）と揶揄する用例がみえる。この男は、殴られると鼻からなにかを大砲（臼砲）のようにぶっぱなした、などと語られる。この箇所については「ファイアー・ドレイク」は「火竜」の意味と注されていることもあり、「火のドラゴン」にかこつけているのはおおむね明らかではあるが、「ファイアー・ドレイク」にはなお「ウィル・オ・ザ・ウィスプ」（不知火、人魂の類）の意味もある、と注釈につづく。

### ジョン・ブロッカー
上述のウィスプの意の「ファイアー・ドレイク」の解説として引用されるのが、ジョン・ブロッカー著『Expositor』（1616年）で、同書によれば「ファイアー・ドレイク」は、夜間にあらわれ飛ぶ竜のようにもみえる火で、民間では精霊などと信じられているが、哲学者（当時の科学者）の説では熱い雲と冷たい雲のあいだに生じる「大いなる不均等な吐息/噴霧」（発火した蒸気）であるとしいる。また、（いろんな形の雲があるように）これも胴体に首や尻尾がついた竜にみえることがあるとする。

### トプセル
シェイクスピア時代の博物学にエドワード・トプセルの『蛇類誌』が知られるが、「ファイアー・ドレイク」という「大気現象」（すなわちウィスプ）について説明しており、地上の作物を破壊することもあり、地上や海上にもあらわれる、とする。
トプセルの著作の中核は、コンラート・ゲスナーの訳出であるが、ここに彼自身が採集したという、英国西岸の漁師にまつわる「ファイアー・ドレイク」の挿話がある。それによれば、ある老漁師と手下たちは海上で「ファイアー・ドレイク」（「飛竜」、draco volans）の大気現象（要するに漁火の不知火か）を目撃し、不吉さを感じ、網をあわてて回収すると、黄金の椅子がかかっていた。手下たちは欲に駆られて老漁師を殺しフランスに逃亡しようとするが、軍船に怪しまれて攻撃され死ぬ。チョーサーの『カンタベリー物語』所収「赦罪状売りの話」の類話であろう、と考察される。

### 北ドイツ民話
ドイツ北部の方言でドラク（drak, dråk）は、頭のような火柱のような怪異として伝わる（ポメラニア州、旧スヴィネミュンデ、現今のシフィノウイシチェ）。また「コボルト」がやはり火柱で現れるとされる。地上におりると黒猫の姿になるという（ザクセン州アルトマルク）。また直訳でファイアードレイクにあたるフュアドラク（仮カナ表記、Fürdråk）は「悪魔」をさすと地域的につたわる（ニーダーザクセン州リューネブルガーハイデのDalle）。

## 紋章学
後世には羽の生えたドラゴンの姿で描かれ、しばしば紋章のモチーフにもなった。ほとんどの場合、上記の通り、飛竜の姿であることが多い。